# Coppa CEV 2000-2001 (femminile)
La Coppa CEV di pallavolo femminile 2000-2001 è stata la 21ª edizione del terzo torneo pallavolistico europeo per squadre di club; iniziata con la fase preliminare il 24 novembre 2000, si è conclusa con la final-four di Vicenza, in Italia, il 4 marzo 2001. Al torneo hanno partecipato 51 squadre e la vittoria finale è andata per la prima volta al Vicenza Volley.

## Squadre partecipanti
| - AMVJ - Ávila - Balakovskaja AĖS - Bartréng - Obilić - Poštar - Bergamo - Cats Berlin - Beşiktaş - BKS - OK Breza - Dinamo Bucarest - NIM SE | - Vasas - Diego Porcelos - Dauphines Charleroi - Dresdner - Anorthōsīs - Graz - Herentals - Holte - Penicilina Iași - Karşıyaka - OK Kakanj - DJK Karbach - Klepp VBK | - Kocaelispor - Koper - Pigassos Larissa - La Rochette - BTV Lucerna - Mamer - Minčanka - CSKA Mosca - Murcia - Fortuna Odense - Volco - Sirio Perugia - 80 Pétange | - Argeș - Filathlītikos Salonicco - Halyčanka - Dinamo Tirana - Vallentuna BK - Vicenza - Vilacondense - Villebon - Vrilīssiōn - RSR Walfer - Wattwil - HAOK Mladost |

## Primo turno

### Squadre qualificate
| - Balakovskaja AĖS - Dinamo Bucarest - Diego Porcelos - Dresdner - Koper - Kocaelispor | - Pigassos Larissa - La Rochette - CSKA Mosca - Murcia - Vicenza - Villebon |

## Ottavi di finale

### Squadre qualificate
- Balakovskaja AĖS
- Bergamo
- Beşiktaş
- Dresdner
- Herentals
- Sirio Perugia
- Vicenza
- Villebon

## Quarti di finale

### Squadre qualificate
| - Bergamo - Beşiktaş - Sirio Perugia - Vicenza |

## Final-four
La final four si è disputata a Vicenza ( Italia). Le semifinali si sono giocate il 3 marzo mentre le finali per il terzo e il primo posto il 4 marzo.

### Finali 1º - 3º posto
|  | Semifinali    | Semifinali    | Semifinali |         |         | Finale 1º/2º posto | Finale 1º/2º posto | Finale 1º/2º posto |  |
|  |               |               |            |         |         |                    |                    |                    |  |
|  | Sirio Perugia | Sirio Perugia | 1          |         |         |                    |                    |                    |  |
|  | Sirio Perugia | Sirio Perugia | 1          |         |         |                    |                    |                    |  |
|  | Vicenza       | Vicenza       | 3          |         |         |                    |                    |                    |  |
|  | Vicenza       | Vicenza       | 3          |         | Vicenza | Vicenza            | 3                  |                    |  |
|  |               |               |            |         | Vicenza | Vicenza            | 3                  |                    |  |
|  |               |               | Bergamo    | Bergamo | 0       |                    |                    |                    |  |
|  | Beşiktaş      | Beşiktaş      | Bergamo    | Bergamo | 0       | 0                  |                    |                    |  |
|  | Beşiktaş      | Beşiktaş      |            |         |         | 0                  |                    |                    |  |
|  | Bergamo       | Bergamo       | 3          |         |         | Finale 3º/4º posto | Finale 3º/4º posto | Finale 3º/4º posto |  |
|  | Bergamo       | Bergamo       | 3          |         |         |                    |                    |                    |  |
|  |               |               |            |         |         |                    |                    |                    |  |
|  |               |               |            |         |         | Sirio Perugia      | Sirio Perugia      | 3                  |  |
|  |               |               |            |         |         | Sirio Perugia      | Sirio Perugia      | 3                  |  |
|  |               |               |            |         |         | Beşiktaş           | Beşiktaş           | 0                  |  |